# Crocosmia aurea
Espèce
Classification phylogénétique
Synonymes
- Tritonia aurea Pappe ex Hook., Bot. Mag. 73: t. 4335 (1847).
- Babiana aurea (Pappe ex Hook.) Klotzsch, Allg. Gartenzeitung 19: 293 (1851)[1].

Crocosmia aurea, noms communs étoiles filantes, fleur de la Saint-Valentin, Crocosmie dorée ou montbretia, est une plante vivace à fleurs oranges vives appartenant à la famille des Iridacées.

## Étymologie
Le nom du genre est issu du grec krokos, signifiant « safran », et osme, signifiant « odeur », car les feuilles séchées de ces plantes, lorsqu'elles sont infusées dans l'eau chaude, dégagent une forte odeur semblable à celle du safran. Le nom latin de l'espèce aurea, qui signifie « doré », fait référence à la couleur vive aux éclats brillants des fleurs.

## Description
Crocosmia aurea atteint en moyenne 120 cm de hauteur. Elle pousse à partir de bulbes basaux souterrains dotés de longs stolons. Les feuilles basales alternes sont caulinaires, linéaires, avec une nervure médiane distincte et des marges entières, d'environ 20 à 30mm de large. À l'extrémité de la tige florale, elles présentent des inflorescences ramifiées colorées de fleurs orange vif à rouges, atteignant en moyenne 40mm de diamètre. La période de floraison s'étend de juin à août. Le fruit est une capsule, avec de petites graines noirâtres et rondes. La plante peut également être multipliée en divisant les touffes de cormes, tiges souterraines charnues semblables à des bulbes.

## Distribution
Crocosmia aurea est originaire et largement répandu en Afrique australe et orientale, de l'Afrique du Sud au Soudan. En Afrique du Sud, elle est commune dans les prairies de la région floristique du Cap.

## Habitat
Habituellement, ces plantes vivent en grandes colonies dans les forêts ombragées humide et sur les flancs des faussées, ruisseaux ou rivières. Elles préfèrent les habitats humides, avec une présence à des altitudes de 0 à 2000 m au-dessus du niveau de la mer.

## Galerie

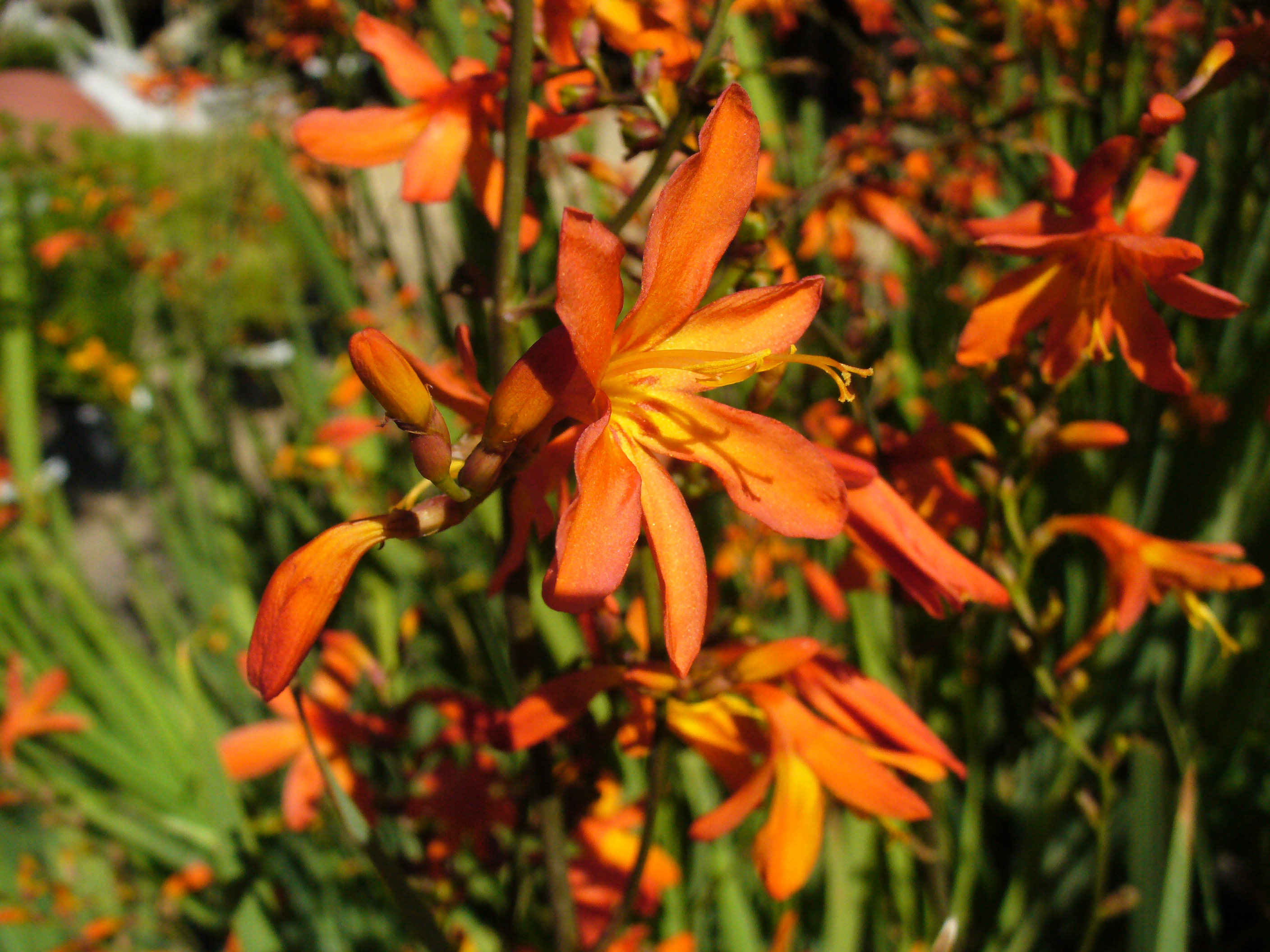
Plants de Crocosmia aurea
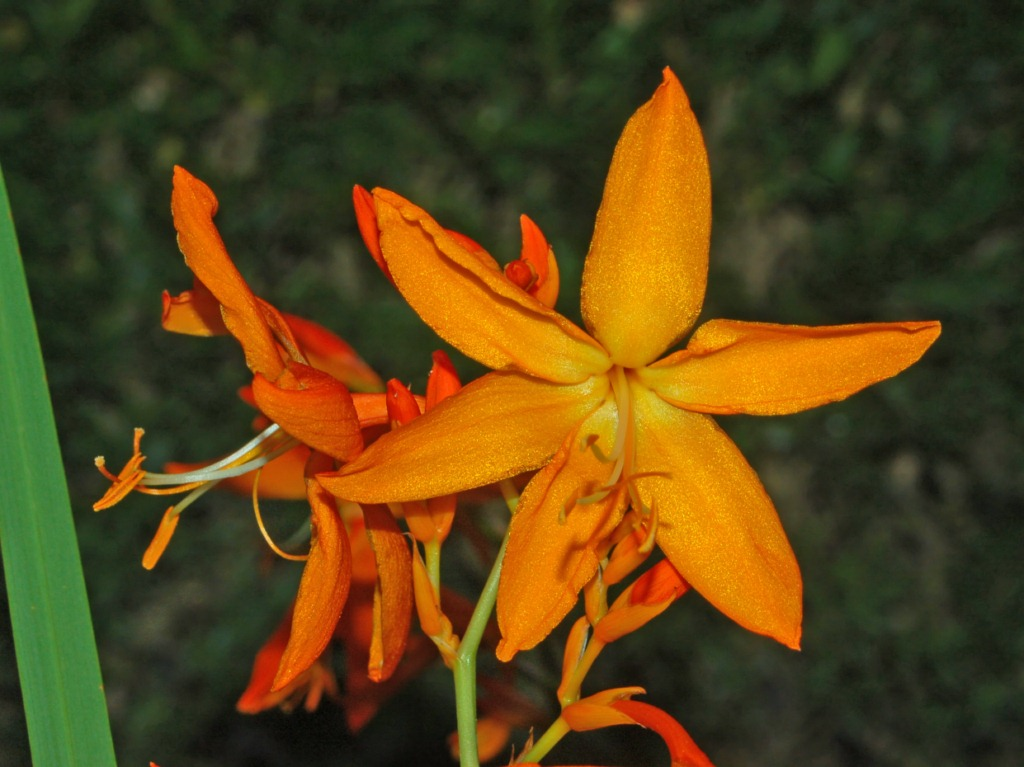
Fleur de Crocosmia aurea
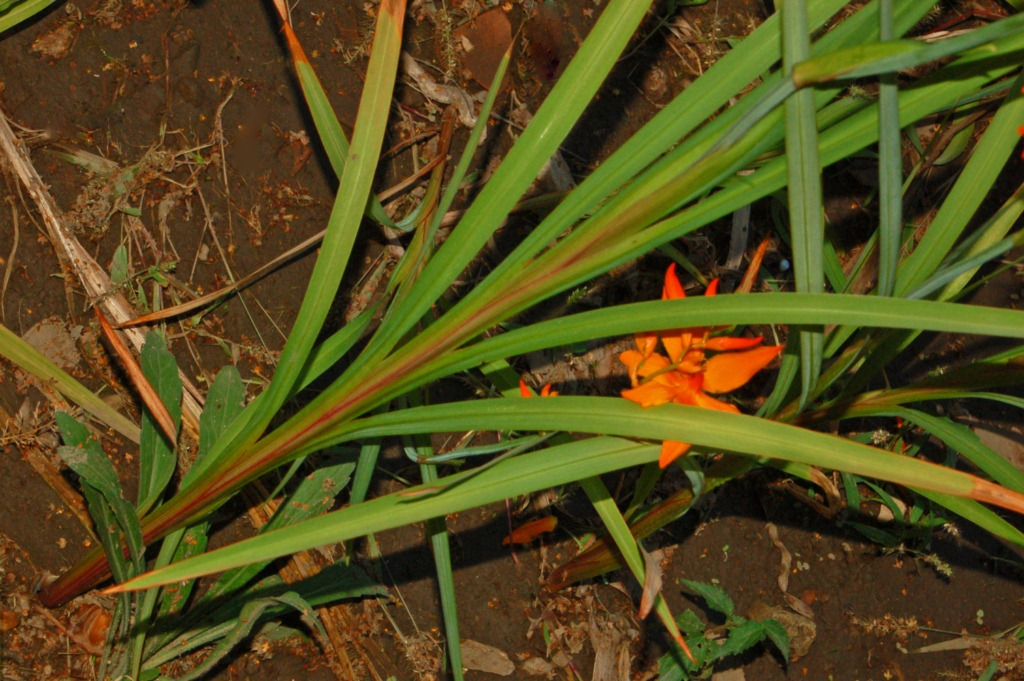
Feuilles de Crocosmia aurea
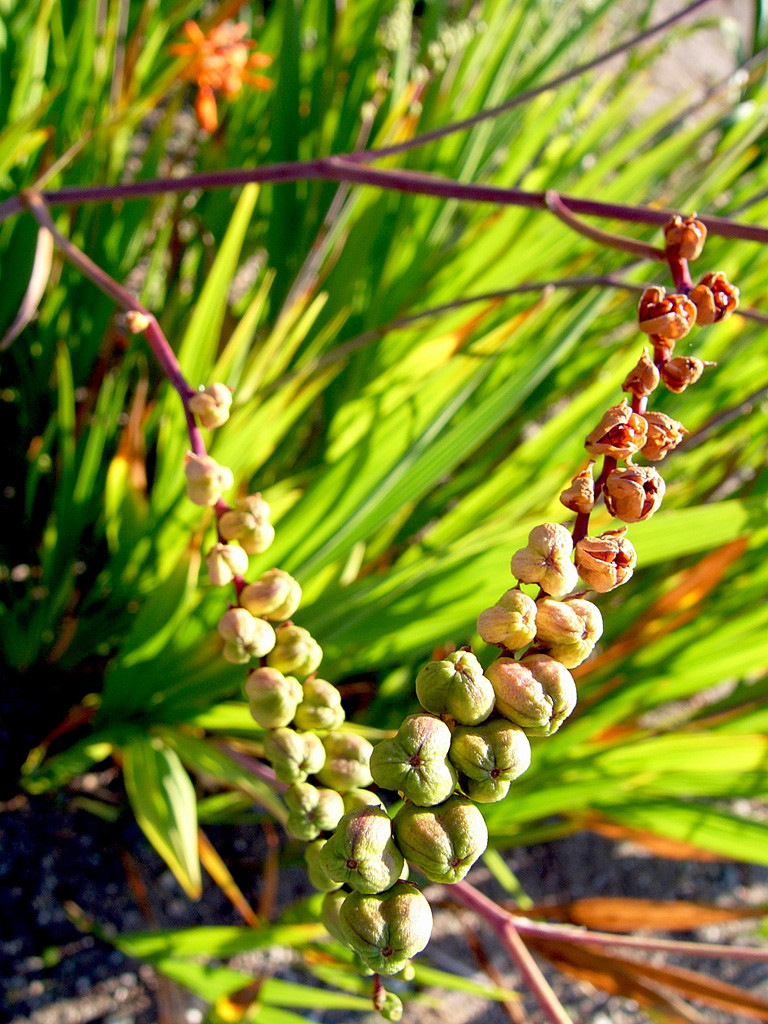
Fruits de Crocosmia aurea